# Chamaesaracha arida
Chamaesaracha arida är en potatisväxtart som beskrevs av James Solberg Henrickson. Chamaesaracha arida ingår i släktet Chamaesaracha och familjen potatisväxter. Inga underarter finns listade i Catalogue of Life.